# Железный человек (брус)
Желе́зный челове́к (буквальный перевод с нем. Eiserner Mann) — выступающий из земли древний, слабо корродирующий, чугунный брус прямоугольного сечения. Документально известен в Германии с 1625 года.

## Общие сведения
«Железным человеком» в Германии называют древний, вертикально выступающий из земли прямоугольный чугунный брус, находящийся в лесном массиве Коттенфорст. Этот лесной массив ныне относится к юго-восточной части природного парка Рейнланд, расположенного в федеральной земле Северный Рейн-Вестфалия.

## Геометрия
Брус представляет собой прямоугольный параллелепипед общей высотой около 2,18 метра и неравными сторонами приблизительно 21 × 10 см. Высота выходящей на поверхность части составляет около 118 см. Конец нижней, закопанной части имеет Т-образную форму, предположительно для придания большей устойчивости конструкции.

## Технология изготовления
Исследования бруса, проведённые в 1970 году, позволили заключить, что он, вопреки народному наименованию, изготовлен не из железа, а представляет собой чугунную отливку, сделанную в глиняную форму в виде открытой траншеи. Известно, что подобные технологии были распространены в данной местности в конце средневековья — начале нового времени.

## История
В исторических документах брус впервые был упомянут в 1625 году. Он играл роль одного из межевых ориентиров границы земель Альфтер (нем. Alfter) и Хаймерцхайм (нем. Heimerzheim), сейчас это Свистталь, находясь недалеко от остатков Айфельского акведука. Более поздние источники, относящиеся к 1717 году, подтверждали эту функцию. Однако в 1727 году чугунный брус переместили на место его современного расположения. Это сделано в рамках общей перепланировки местности, в частности в рамках увязки положения «Железного человека» с системой новых местных дорог и замком Аугустусбург в Брюле.

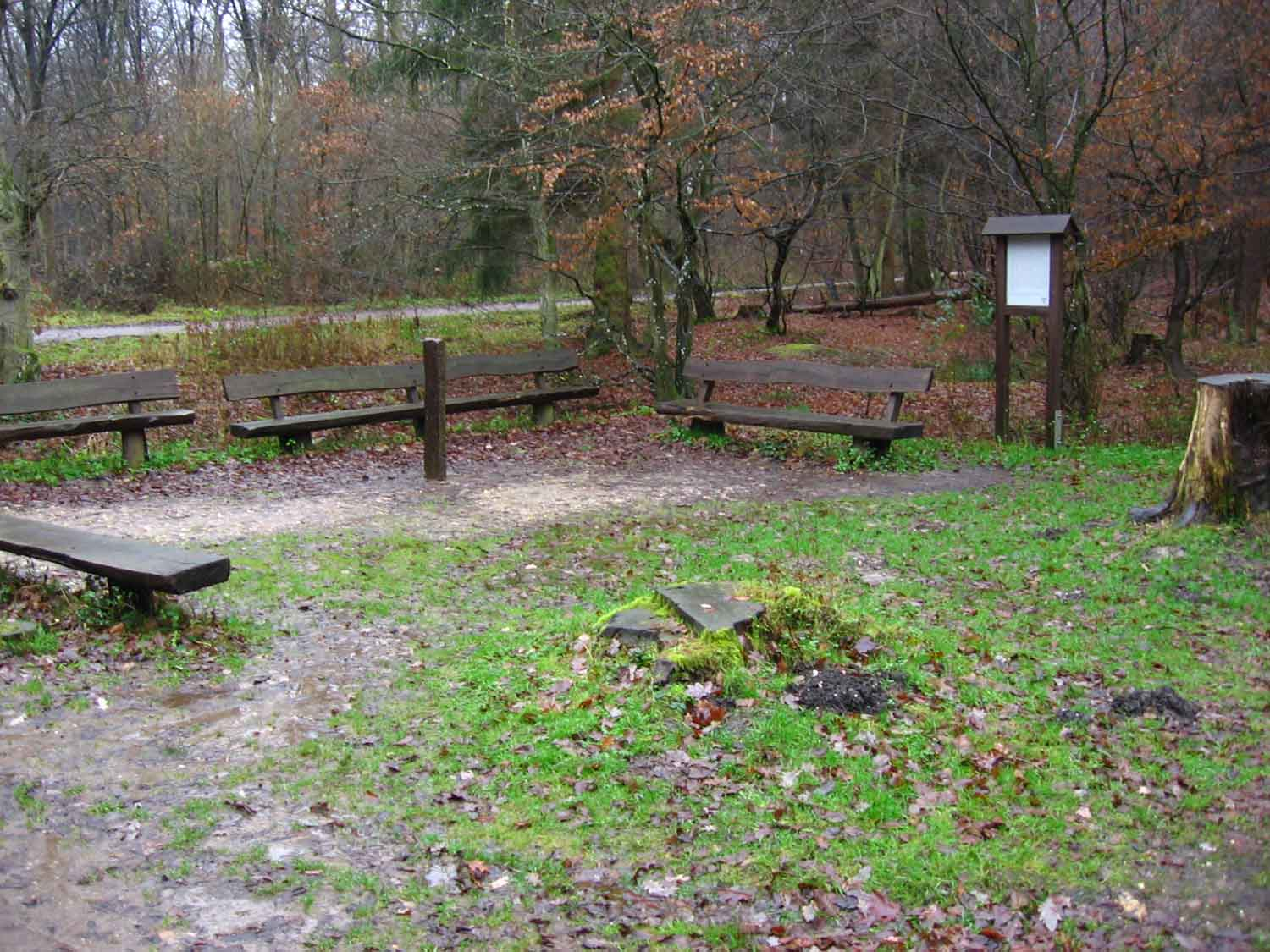
Площадка вокруг Железного человека, 2005 г.

Происхождение и первоначальное назначение «Железного человека» до сих пор не имеют общепринятого объяснения. По этой причине продолжают существовать различные легенды и спекуляции. Например, одна из легенд относит создание этого бруса ко временам Римской империи, а другая утверждает, что он изготовлен из метеоритного железа.

## Современное состояние
«Железный человек» является одним из уникальных исторических объектов Центральной Европы. Его интересная особенность — практическое отсутствие следов ржавчины при наличии признаков ветряной эрозии.
В настоящее время место расположения «Железного человека» пользуется большой популярностью при проведении различных местных праздников и туристических экскурсий.